# Wielgus (gmina)
Wielgus (do 1954 Nagórzany) – dawna gmina wiejska istniejąca w latach 1973–1976 w woj. kieleckim (dzisiejsze woj. świętokrzyskie). Siedzibą gminy był Wielgus.
Gmina została utworzona w dniu 1 stycznia 1973 roku w powiecie kazimierskim w woj. kieleckim. W skład gminy Wielgus weszło 19 sołectw: Boronice, Chruszczyna Mała, Chruszczyna Wielka, Dalechowice, Donatkowice, Gorzków, Góry Sieradzkie, Krzyszkowice, Lekszyce, Łękawa, Marcinkowice, Nagórzanki, Paśmiechy, Plechów, Plechówka, Sieradzice, Wielgus, Wojsławice i Zysławice.
1 czerwca 1975 gmina weszła w skład nowo utworzonego mniejszego woj. kieleckiego. 1 lipca 1976 roku gmina została zniesiona przez połączenie z dotychczasową gminą Kazimierza Wielka w nową gminę Kazimierza Wielka.